# Al-Quriyah
Al-Quriyah (tiếng Ả Rập: القورية, cũng đánh vần Qurieh) là một Thành phố ở miền đông Syria, một phần hành chính của Tỉnh Deir ez-Zor, nằm dọc theo bờ phía đông của sông Euphrates, phía nam Deir ez-Zor. Các địa phương gần đó bao gồm Diban, Mahkan và al-Tayanah ở phía bắc, Mayadin ở phía tây bắc và al-Asharah, Darnaj và Suwaydan Jazirah ở phía nam. Theo Cục Thống kê Trung ương Syria, al-Quriyah có dân số 28.172 trong cuộc điều tra dân số năm 2004, khiến nó trở thành địa phương lớn nhất trong tiểu khu al-Asharah ("nahiyah".) 
Vào ngày 30 tháng 3 năm 2012, Quân đội Syria đã nổ súng vào một cuộc biểu tình ở al-Quriyah, dẫn đến các vụ đụng độ khiến năm người thiệt mạng theo Đài quan sát Nhân quyền Syria (SOHR). Theo SOHR, chiến đấu ở al-Quriyah dẫn đến cái chết của năm binh sĩ Quân đội Syria, bốn phiến quân và một thường dân. Vào ngày 24 tháng 5 năm 2012, các cuộc đụng độ giữa phiến quân và lực lượng chính phủ đã kết thúc với cái chết của một người lính và một thanh niên dân sự theo các nhà hoạt động đối lập. Một đường ống dẫn dầu gần đó đã bị nổ ra bởi các nhóm đối lập vũ trang vào ngày 6 tháng 6 năm 2012. Vào ngày 22 tháng 10 năm 2017, Quân đội Syria đã chiếm Al-Quriyah.